# Solanum glaucophyllum
Solanum glaucophyllum (duraznillo blanco) es una especie  de planta tóxica de la familia de las solanáceas.
Es endémica de Brasil, Bolivia, Argentina, Paraguay y Uruguay.

## Descripción
Es una planta rizomatosa, de tallos simples, cilíndricos, poco ramificados, de 1-2 m de altura o más. Hojas  simples, ovales, lanceoladas, verdoso-grisáceas, de 1-2 dm de largo; flores azulinas violáceas. El fruto es una baya globosa de 1-2 cm de diámetro, azul negruzco, y presenta varias  semillas en su interior. Cuatomate es una planta silvestre, perenne, semileñosa y de tipo trepador en proceso de domesticación,  ampliamente utilizada para el consumo humano. Un aspecto sobresaliente de la especie consiste en que, aun cuando todas sus flores son completas y hermafroditas, cuando se propaga por semilla se producen individuos infértiles asociados con una anomalía conocida como heterostilia, pues mientras algunas plantas producen flores con estilos largos fértiles, otras poseen flores con estilos cortos que no pueden ser fecundados. Su fruto sustituye ventajosamente al tomate y jitomate.   
Se multiplica vegetativamente por raíces gemíferas de altísima capacidad de regeneración en suelos no saturados de agua, bordes de lagunas y así se expande su área. En sequía se propaga de la misma manera en el fondo de la laguna. Sus semillas no germinan en terrenos inundados, pero hacen propagar el duraznillar a distancia. La dispersión de las mismas se da por aves y mamíferos que ingieren bayas o semillas o mediante el arrastre por las aguas. La planta adulta, sometida a inundación permanente, es capaz de crecer y de reproducirse debido a diversas adaptaciones anatómicas que facilitan el traslado de aire hacia las partes sumergidas, y una evolución adaptativa bioquímica de las células a la deficiencia de oxígeno.

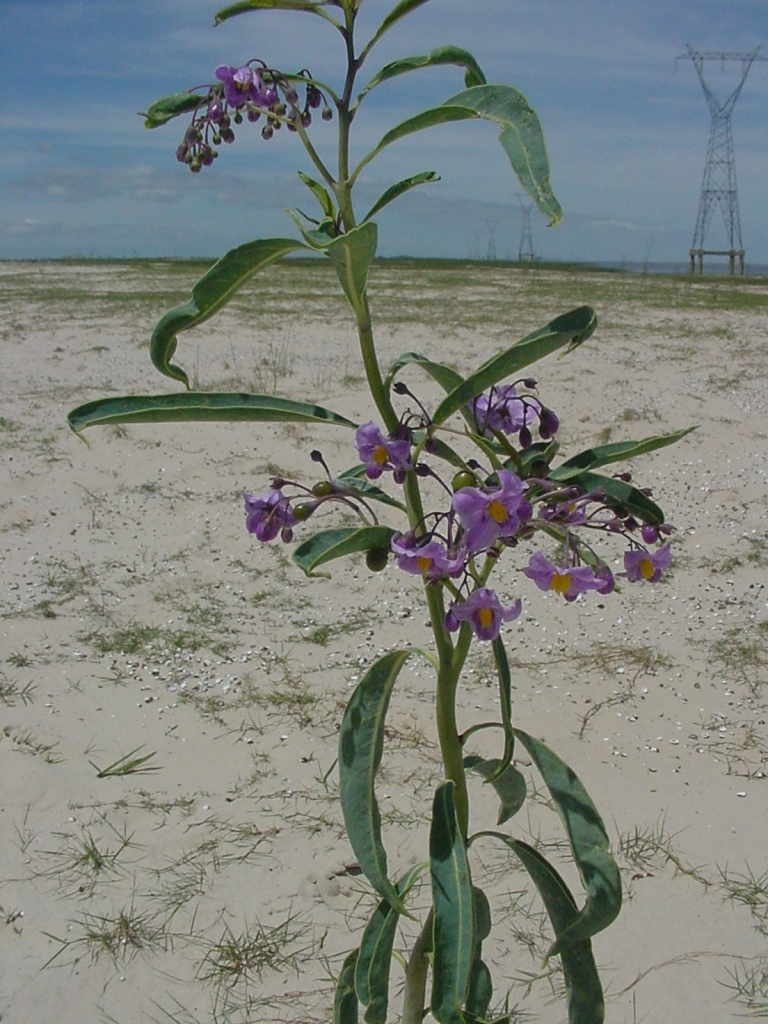
Duraznillo blanco en la Laguna Merín.

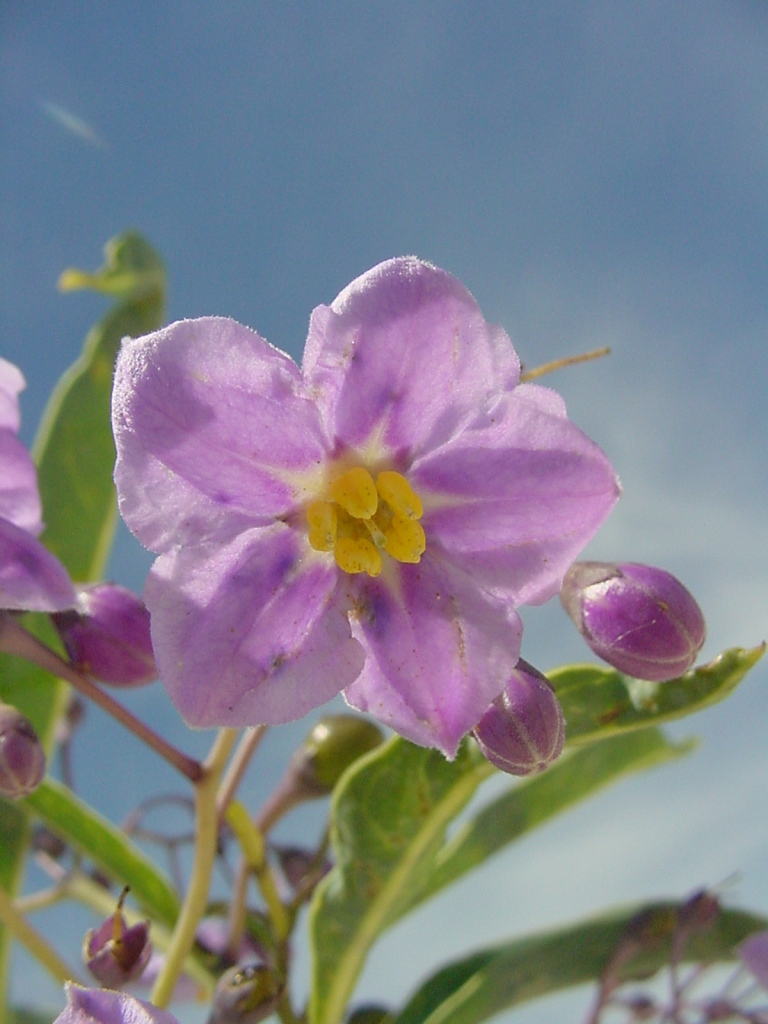
Flor

## Importancia
Su ingestión por el ganado produce enteque seco (enteque ossificans", "bichoquera", "guata-í" (del guaraní: caminar corto), "espichamiento", "espichacao") ,  afectando el metabolismo del calcio. El animal no consume voluntariamente la planta, sino que la intoxicación se da en los potreros donde el duraznillo está, como son los bajos dulces, compartiendo con pastizal denso que evita que la hoja caída del duraznillo llegue al suelo y se pudra; así, el animal levanta la hoja del duraznillo junto con el bocado y se intoxica en forma progresiva y acumulativa. Una ingesta de 40 hojas por día es suficiente para entecar una vaca en el término de 4 a 6 semanas.

## Factores ambientales
El cuatomate se desarrolla en ambientes con precipitación de 800 a 1800 m s. n. m. y los climas predominantes son el cálido subhúmedo con lluvias en verano y el semiseco muy cálido y cálido, con temperatura y precipitación media anual de 20 a 26 °C y 700 a 1000 mm, respectivamente. Los suelos más importantes son Leptosol y Phaeozem. La vegetación dominante es selva baja caducifolia.

## Tipos
Aunque existen diferencias en características de frutos, hojas y tallos de las plantas de cuatomate que se desarrollan en el área de estudio, se pueden diferenciar 3 tipos: verde, blanco o cenizo, y moteado. 
Los tipos de cuatomate identificados están relacionados con el color externo del fruto desde sus primeras etapas de desarrollo hasta el inicio de su maduración (en la cual todos los tipos adquieren un color amarillo-naranja). Así, mientras el verde y el blanco se identifican con esos colores, el moteado se caracteriza por ser un fruto de fondo verde con manchas blancas.

## Cultivo
Actualmente el cuatomate tiene una gran importancia debido a que su venta y consumo se ha incrementado
y los procesos son los siguientes:
- Siembra: debido a que el cuatomate es una especie de tipo trepador, necesita de un tutor o  espaldera para desarrollarse bien. En este aspecto, se utilizan tanto tutores vivos como muertos; entre los primeros, 13.7% de los productores usa especies de la vegetación nativa como el guamúchil (Pithecellobium dulce) y 19.6% otras especies introducidas como el limón (Citrus limonum) y la toronja (Citrus aurantium). También se utilizan “enramadas y espalderas” (49 y 19,6%, respectivamente); las primeras están compuestas por varas de cubata (Vachellia pennatula) o huizache (Vachellia farnesiana) y las segundas se fabrican con alambre requemado o galvanizado.

- Fertilización: el 51% de los productores no realiza esta práctica. El 49% que sí la lleva a cabo aplica materia orgánica, principalmente estiércol de caprino. Del total de productores que fertiliza, 68.63% hace las aplicaciones durante todo el año, porque la especie es capaz de producir durante todo el año si se le nutre y maneja bien. El 5.8% fertilizan en junio y julio, al inicio del temporal; 9.8% en agosto, en la época de producción más importante y; 15.69% la realizan de noviembre a febrero.

- Riego: 40% lo hace con cubetas, 34% con manguera conectada a la llave, 12% por cintilla y 13.3% aplica riego rodado.

- Enfermedades: mosquita blanca (Bemisia tabaci), gusano barrenador (Elasmopalpus angustellus), gusano trozador (Agrotis ipsilon) y gallina ciega (Phyllophaga spp.) Respecto a las enfermedades, sólo registran mínimos ataques de “chahuixtle” y “secadera” de plantas.[4]

## Geografía
Este fruto, se encuentra principalmente en los estados de Puebla y Oaxaca, sin embargo, la mayor parte se encuentra en el primero, en los municipios de Nicolás Bravo, Vicente Guerrero, Ajalpan, Coyomeapan Coxcatlán, Zoquitlán.

## Uso gastronónomico
Este fruto, se usa principalmente en guisados y salsas, por su alto contenido de vitaminas y minerales. Se acompaña de carne de pescado pollo y conejo.

## Taxonomía
Solanum glaucophyllum fue descrita por René Louiche Desfontaines y publicado en Tableau de l'École de Botanique 3: 396. 1829.
Etimología
Solanum: nombre genérico que deriva del vocablo Latíno equivalente al Griego στρνχνος (strychnos) para designar el Solanum nigrum (la "Hierba mora") —y probablemente otras especies del género, incluida la berenjena— , ya empleado por Plinio el Viejo en su Historia naturalis (21, 177 y 27, 132) y, antes, por Aulus Cornelius Celsus en De Re Medica (II, 33). Podría ser relacionado con el Latín sol. -is, "el sol", debido a que la planta sería propia de sitios algo soleados.
glaucophyllum: epíteto latino que significa "con hojas glaucas".
Sinonimia
- Solanum glaucum Dunal
- Solanum glaucum Bertol.
- Solanum malacoxylon Sendtn.
- Solanum malacoxylon var. albo-marginatum Chodat
- Solanum malacoxylon f. albo-marginatum (Chodat) Hassl.
- Solanum malacoxylon var. angustissimum Kuntze
- Solanum malacoxylon var. latifolium Kuntze
- Solanum malacoxylon var. subvirescens Hassl.
- Solanum malacoxylon f. vulgare Hassl.
- Solanum melanoxylon Sendtn.
- Solanum pulverulentum Pers.[10]

## Otros nombres comunes
Además de "duraznillo blanco", se la conoce también con el nombre común de "i-byra-né", "yuyo hediondo del agua" o  "palo hediondo"